# I giorni
 (octobre 2020).
Albums de Ludovico Einaudi
Alexandreia
(2001) Blusound
(2001)
I giorni est un album du compositeur et pianiste italien Ludovico Einaudi, enregistré en 2001.

## Œuvre en 14 morceaux pour piano
Einaudi s'est inspiré d'un voyage en Afrique, au Mali, en compagnie de Toumani Diabaté, pour composer cet album pour piano solo aux motifs doux et colorés. La chanson Mali Sadio, entendue un jour à la radio à Bamako, et qui raconte la peine de villageois après l'assassinat d'un hippopotame aimé par tous, va lui inspirer la thématique principale de l'album à travers ses 4 Melodia africana.
Enregistré en octobre 2001 à la Villa Giulini, à Briosco et publié le 14 novembre 2001,.
La plupart des titres (1, 2, 3, 5, 6 et 9) ont été arrangés pour piano et orchestre, et joués en 2010 pour le The Royal Albert Hall Concert.
En Grande-Bretagne, la piste I Giorni qui donne son nom à l'album reçoit un intérêt particulier à la suite de sa diffusion dans The Radio 1 Breakfast Show par le DJ Greg James en juin 2011. La pièce entre dans les UK Singles Charts en 32e position le 12 juin 2011. Elle ensuite ré-utilisée dans plusieurs programmes et publicités, sur la BBC, pour l'opérateur Télécom indien Airtel, pour Amazon Prime en 2016. Le titre est certifié argent avec 200 000 copies vendues en Grande-Bretagne en 2017.

## Pistes
1. Melodia africana I – (2:17)
2. I due fiumi – (4:21)
3. In un'altra vita – (5:20)
4. Melodia africana II – (2:07)
5. Stella del mattino – (2:13)
6. I giorni (The Days) – (5:59)
7. Samba – (4:14)
8. Melodia africana III – (4:19)
9. La nascita delle cose segrete – (4:23)
10. Quel che resta – (4:22)
11. Inizio – (3:27)
12. Limbo – (4:28)
13. Bella notte (Beautiful Night) – (5:14)
14. Canzone africana IV – (7:32)